# Bramsel
Bramsel lub bramżagiel – prostokątny żagiel rejowy podnoszony na bramrei. W zależności od tego, na którym maszcie jest podnoszony, otrzymuje dodatkową nazwę, np. fokbramsel, grotbramsel itd. 